# عتیل (روستا)
 عتیل  به عربی ( الَعتیل  )، روستایی است در دهستان بنو الَمَکرَم از توابع استان استان صَنعاء در کشور یمن در شبه جزیره عربستان.

## جمعیت
جمعیت آن (۱۰۸) نفر (۱۳ خانوار) می‌باشد.